# Kuguar (slang)
Kuguar (ang. cougar), kuguarzyca, in. puma, kocica – potoczne określenie kobiety w średnim wieku, która umawia się z młodszymi mężczyznami. Obecnie określenie to oznacza również kobietę atrakcyjną, która ma udane życie seksualne, zawodowe i jest niezależna finansowo. 
Na nazywanie w ten sposób kobiet umawiających się z (dużo) młodszymi mężczyznami wpłynęło postrzeganie tego zjawiska jako „drapieżnej” próby zaspokojenia apetytu seksualnego poprzez „polowanie”. Dyskusję na temat „kuguarów” wywołał serial ABC „Cougar Town: Miasto kocic” (w roli głównej Courteney Cox) opowiadający historię kobiety po czterdziestce, która zaczyna spotykać się z młodszymi mężczyznami.

## Odbiór w kulturze
Określenie to jest różnie odbierane. Niektórzy uznają określenie „kuguar” za świadectwo postępującego równouprawnienia kobiet jak np. Valerie Gibson, autorka książki „Cougar: A Guide for Older Women Dating Younger Men” („Kuguar: przewodnik dla starszych kobiet spotykających się z młodszymi mężczyznami”) która twierdzi: Kuguar to nowy gatunek samotnej kobiety w średnim wieku, pewnej siebie, wyrafinowanej, pociągającej, seksownej. To kobieta, która wie, czego chce. A chce młodszego faceta i mnóstwa dobrego seksu. Nie chce natomiast dzieci, stałego związku, zaangażowania. a inni uważają to określenie za poniżające dla kobiet jak np. Judith Warner, felietonistka New York Timesa na przykładzie serialu Cougar Town: Miasto kocic opisuje: Trudno mi wyrazić w słowach, dlaczego tak bardzo nie cierpię „Cougar Town: Miasto kocic”. To jak filmy o pijanych nastolatkach rozbierających się przed kamerą. To śmieszne i poniżające zarazem (...). Jules ewidentnie nie wierzy w siebie. Z trudem skrywa nienawiść do siebie samej. Nie sądzę, aby kobiety w wieku Courtney Cox chciały identyfikować się z kimś takim. Przecież to kompletna idiotka: narcystyczna, powierzchowna, emocjonalnie niedojrzała, małostkowa. Żałosna.

## Przykłady w popkulturze
Demi Moore w wywiadzie dla amerykańskiego magazynu "W" powiedziała: Nie nazywajcie mnie kuguarem, jestem raczej jak puma!, czym nawiązała do jej małżeństwa z młodszym o 16 lat Ashtonem Kutcherem.

## Kuguary na ekranie
- Klub Dzikich Kotek (2007), komedia – dwaj niemogący znaleźć pracy absolwenci college’u zakładają klub dla starszych kobiet.
- Cougar Town: Miasto kocic (2009), serial komediowy – świeżo rozwiedziona kobieta zaczyna umawiać się z młodszymi mężczyznami.